# Asperge d'Argenteuil

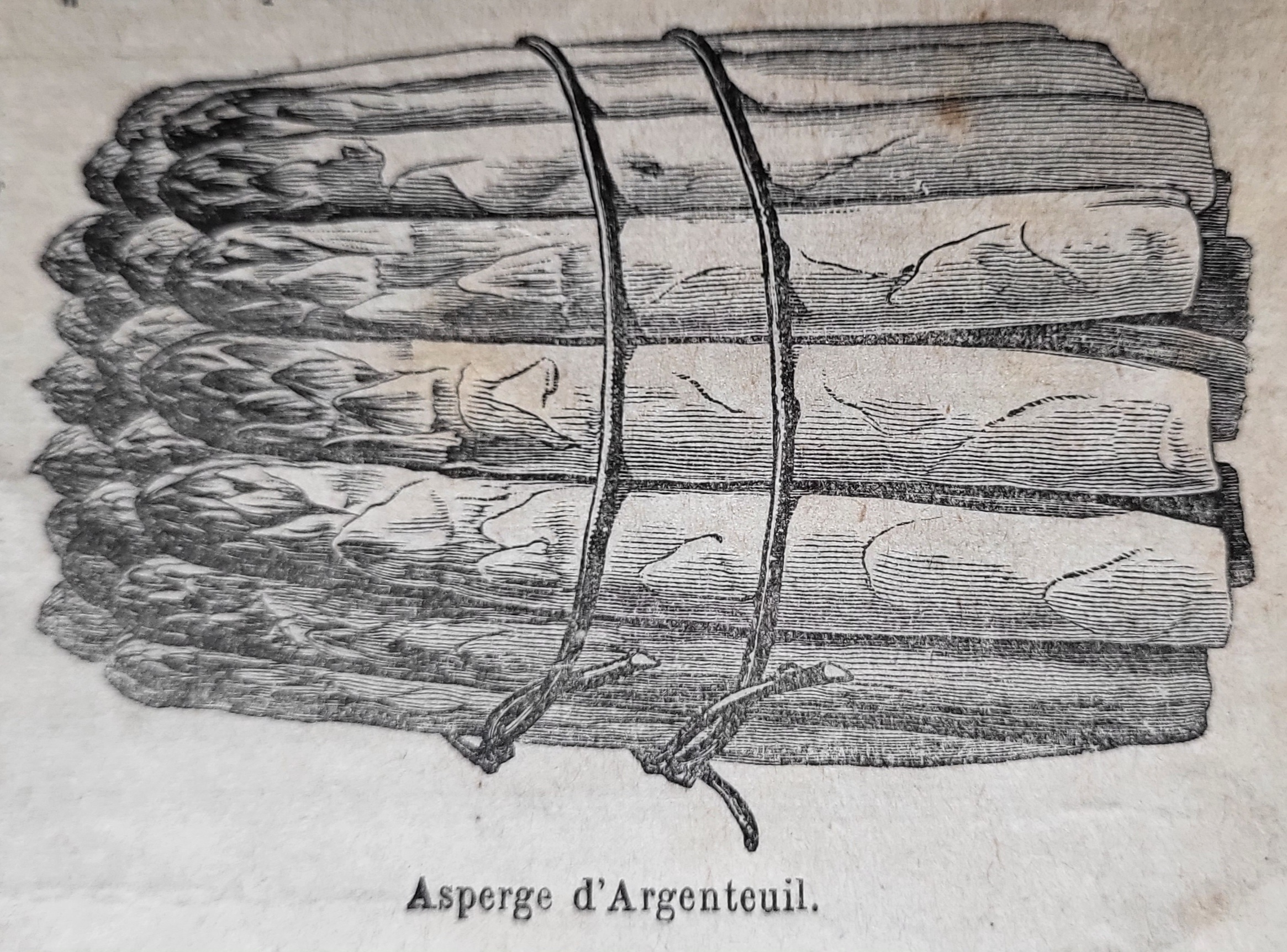
Illustration de l'asperge Argenteuil (Catalogue Vilmorin 1900)

L'Asperge d'Argenteuil, est une variété cultivée d'asperge crée à Argenteuil, dans le Val-d'Oise, que l'on cultivait localement entre les rangs de vignes.
Elle devint célèbre grâce à Louis Lhérault.

## Histoire

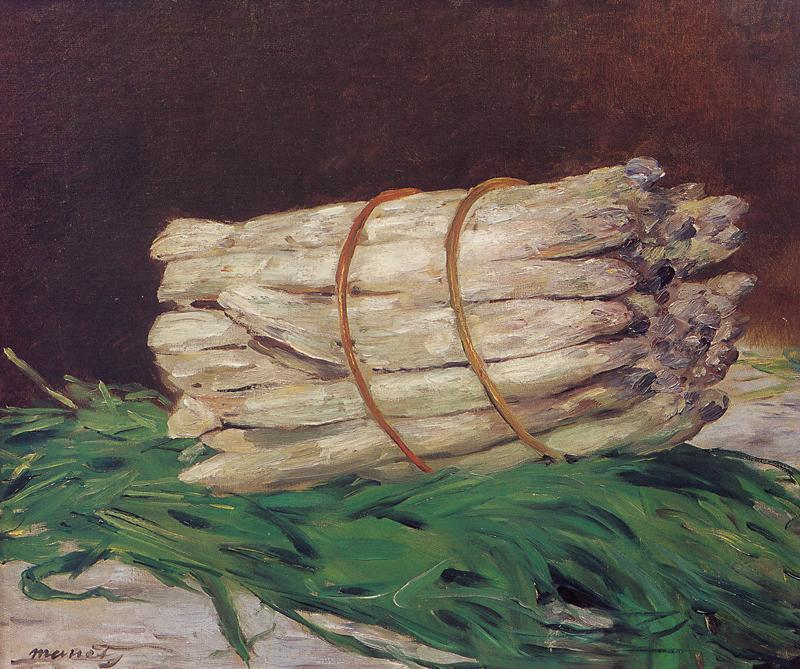
Une botte d'asperges d'Édouard Manet, 1880.

Au début du XVIIIe siècle, la Gewone Hollandse « hollandaise commune », une grosse variété venant des Pays-Bas et de Pologne, est introduite en France. Cette « asperge violette de Hollande », dite aussi « de Pologne », supplante progressivement la petite asperge commune. En 1750, ils mettent au point la variété d'Argenteuil
Au XIXe siècle, elle est toujours sélectionnée, puis fixée à Argenteuil par Louis Lhérault (1833-1894) (surnommé "le parmentier de l'asperge"), Antoine Lhérault et Antoine Dingremont. Plusieurs autres villages autour de Paris se spécialisent dans la culture de variétés, Aubervilliers, Bezons, Épinay ou Sannois. Les turions sont alors de même taille qu'actuellement
Louis Lhérault tient son mérite du fait qu'il fut à la fois le principal créateur de l'Asperge d'Argenteuil en sélectionnant des plants importés des Pays-Bas, mais aussi du fait qu'il inventa une technique qui arrangea beaucoup de paysans modestes de la région, qui disposaient de peu de parcelles de vignes, en augmentant les rendements de leur(s) terrain(s) en cultivant des rangs d'asperges entre les rangs de vignes, leur permettant ainsi d'augmenter leurs revenus (La ville d’Argenteuil lui a dédié une rue et conserve un buste de cet agronome). Il participa à la renommée de la ville, déjà reconnue pour ses cultures (vigne, figue, asperge, chanvre à tisser, etc.).
Louis Lherault participa à l’Exposition universelle de 1867. Michel Chevalier, président et auteur du Rapports du jury international, note : « Trois bottes d’asperges roses, hâtives, de la plus grande beauté, ont été exposées, le 15 avril, par M. Louis Lhérault; à partir de cette époque, il n’a cessé, jusqu’au 1er juin, de présenter des asperges à tous les concours. ». Cette variété existe en deux types : la hâtive et la tardive.
La diffusion internationale de l’asperge d’Argenteuil se fit dès le milieu du xixe siècle.
Cette variété a été sélectionnée et a servi à créer de nouvelles souches, notamment aux États-Unis, donnant diverses séries de variétés : « Mary Washington », « Martha Wasington »...
Cette variété réputée est toujours proposée en jardinerie, mais n’est plus cultivée à Argenteuil que par des amateurs et descendants de ses créateurs.
À partir de 1805, elle fait la réputation d'Argenteuil.

## Description
Asperge blanche de gros calibre, précoce, productive, turion à pointes légèrement violette d'excellente qualité gustative.
La meilleure période pour les planter est de février à mi-avril selon les régions,.
Le semis d’asperge d’Argenteuil ne produit des turions récoltables qu’après 5 années de culture.

## Types et améliorations
- Agenteuil :
  - hâtive
  - tardive
- Améliorations, sélections:
  - La "Super Argenteuil®" (ANGELA): amélioration de la variété Argenteuil hâtive, plus productive[3].
  - Grosse Blanche Améliorée
  - Mary Washington
  - Martha Wasington